# Понте д'Арче (Л'Аквила)
Понте д'Арче (итал. Ponte d'Arce) је насеље у Италији у округу Л'Аквила, региону Абруцо.
Према процени из 2011. у насељу је живело 15 становника. Насеље се налази на надморској висини од 524 м.